# アファル人
アファル人（Afar　people)は、アフリカの民族。ダナキル人とも呼ばれる。人口は約244万人。エリトリア南部、エチオピア北東部、ジブチ西部を中心に居住している。

エチオピア内のアファル州の位置

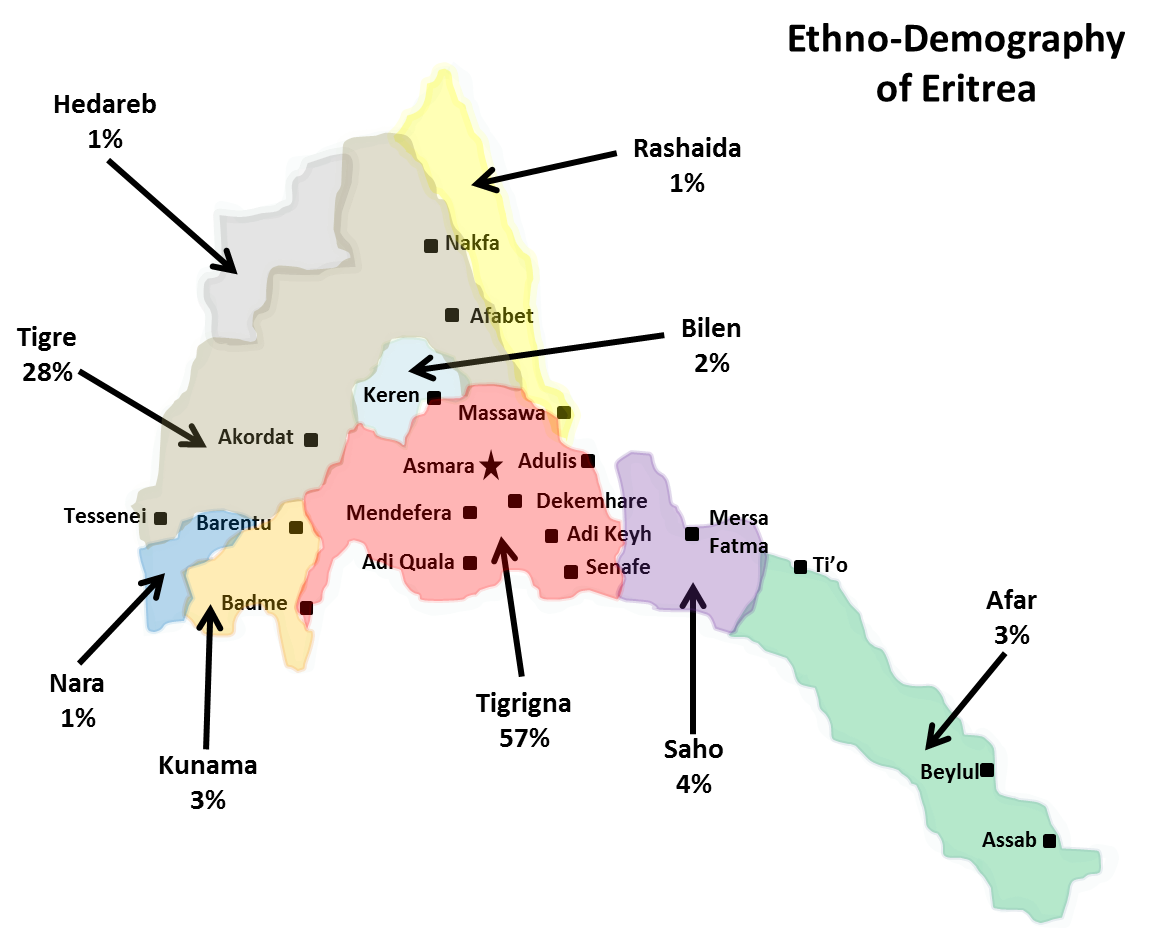
エリトリア内の民族分布図

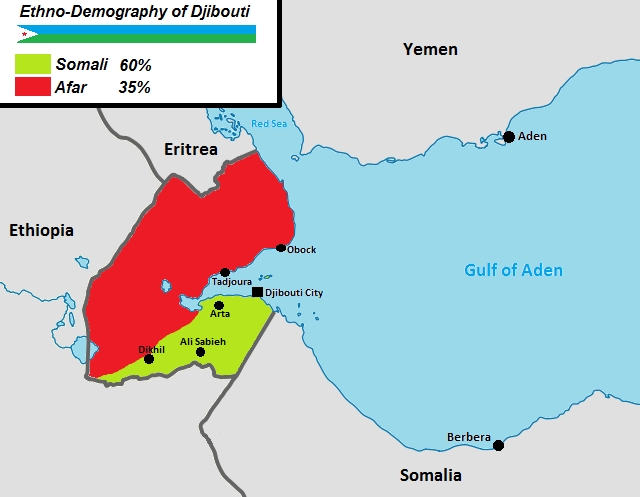
ジブチ内の民族分布図

アファル人はダナキル砂漠を中心とした乾燥地域に多く居住し、ヤギやヒツジ、ウシの遊牧、およびダナキル砂漠やアッサル湖からの塩の採掘と運搬によって生計を立ててきた。アファル人が最も多いのはエチオピアであるが、同国においてはより人口の多いアムハラ人の政治力が強く、アファル人は政治的な主導権を握ったことがない。しかし1995年にエチオピアの州が民族ごとに再編されると、北東部に集住するアファル人にはアファール州として独自の州が与えられた。アファール州内のアファル人の割合は9割を占める。エリトリアにおいては南部に集住するが、人口の大半はティグレ人およびティグリニャ人が占めている。ジブチでは人口の35%をアファル人が占めるが、残りの60%をソマリ人系のイッサ人が占め、両民族間の対立が激しい。フランス領アファル・イッサ時代にはアファル人の進歩党が政治の主導権を握っていたものの、ジブチ独立後は人口を背景にイッサ人の進歩人民連合が政府を牛耳るようになり、これに不満を持ったアファル人系の統一民主回復戦線 (FRUD) によって1991年にジブチ内戦が勃発し、2001年まで継続した。現在は和平が成立し統一民主回復戦線は進歩人民連合寄りの政策をとっているものの、政治の実権は相変わらずイッサ人が独占しており、対立構造は残ったままとなっている。